# 奥诺雷·米拉波
奥诺雷·加布里埃尔·里克蒂，米拉波伯爵（法語：Honoré Gabriel Riqueti, comte de Mirabeau，法語發音：[miʁabo]；1749年3月9日—1791年4月2日），法国革命家、作家、政治記者暨外交官，共济会會员。他是法国大革命时期的政治家和演说家。在法国大革命初期统治国家的国民议会中，他是温和派人士中最重要的人物之一，主张建立君主立宪制以融合到革命中。

## 早年
米拉波的家族原在意大利的一个小镇，由于经商而变得富有。1685年奥诺雷·里克蒂获得米拉波侯爵爵位，在卡萨诺战役中（1705），他后颈部位遭受了一次重伤，后以上校军衔退役，1737年去世。他娶了弗朗索瓦丝·德·卡斯特兰（Françoise de Castellane），有三个儿子：维克托（米拉波侯爵）、让·安托万（bailli de Mirabeau）和路易·亚历山大（米拉波伯爵）。
奥诺雷·米拉波是经济学家米拉波侯爵维克托·德·里克蒂和他的妻子玛丽-热纳维耶芙·德·瓦桑（Marie-Geneviève de Vassan）五个孩子中的第二个儿子，三岁时由于生天花，导致他的容貌被损毁，因此不受严厉的父亲米拉波侯爵的喜爱。5岁时被其父送到一个名字叫“Abbe Choquard”的寄宿学校，15岁去巴黎上学，18岁就当了自愿兵，进入在巴黎的军校，并在桑特的Berri-Cavaleria骑兵团服役。然而由于和玛丽·泰雷兹·德·莫尼耶（Marie Thérèse de Monnier，他称她为“我的索菲”）的恋情违犯了军纪，被送入雷岛要塞关禁闭，获释后，以中尉军衔到科西嘉岛远征军中服军役。1769年在科西嘉由于他的军事天份而崭露头角。
米拉波雖然學識豐富，但在私人品德上評價一直很差，由于他的个性放縱跟胡作非为，因此先后被囚于伊夫城堡和茹乌城堡。1776年與女友逃往瑞士，又去了荷兰，1777年在荷兰被捕，随后被关押在万森城堡，并被判死刑。米拉波不仅成功地扭转了对他的死刑判决，还获得蒙尼埃为他支付整个法律诉讼的费用。他在万森城堡写出《致索菲的信札》和论文《关押和国家监狱》。
1780年12月奥诺雷·米拉波获释，1782年8月在万森城堡得到完全自由。在他释放后，他发现他的索菲与一个年轻军官有染，并在他死后自杀了。随后5年里米拉波一直过着冒险家的生活。有时替人写一些小册子，有时当密探。后来他同路易十六的大臣夏尔·亚历山大·德·卡洛讷、韦尔热纳伯爵夏尔·格拉维埃和蒙莫兰-圣-埃雷姆伯爵阿尔芒-马克发生接触。
1786年初被外交大臣韦尔热纳伯爵派到柏林执行秘密使命。在友人雅各布·莫维永（Jakob Mauvillon）的积极帮助下，他写出了《腓特烈大帝时期的普鲁士君主制度》（De la monarchie prussienne sous Frédéric le Grand，1788年伦敦）。他利用出使德意志时所得到的资料写出的《柏林宫廷秘史》，在1789年引起耸人听闻的事件。

## 法国大革命时期

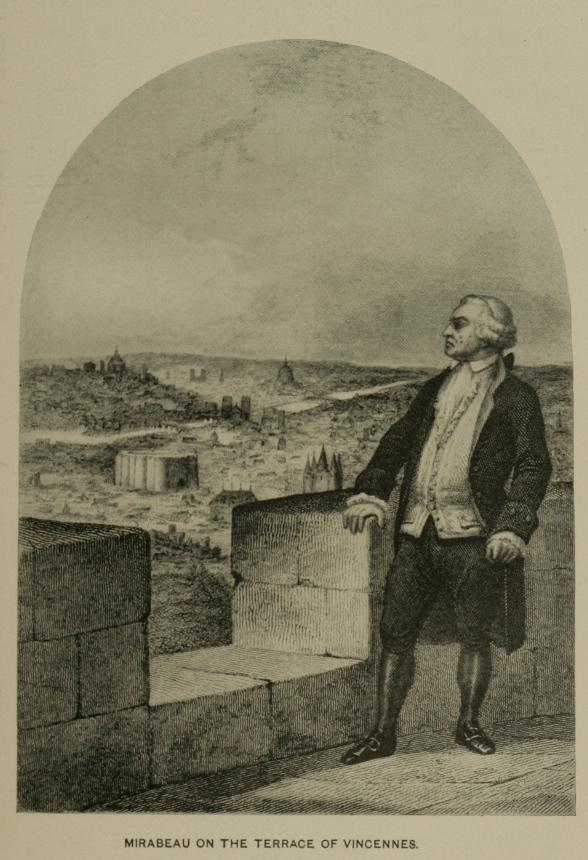
米拉波在一个露台的草图

1789年5月巴黎召开总议会，米拉波希望当选为普罗旺斯的贵族代表，但由于自己没有采邑，并无作为贵族代表的资格，他硬着头皮转向第三等级，当选为马赛和艾克斯的代表。在出席总会议时，他对宪法问题并无任何明确的主张，他过去是专制主义的死敌（他在25岁前已经写出《试论专制主义》一文），而现在又成为君主政治的坚决拥护者。他要求成立代议制的政府。
1789年5月—10月，他在第三等级对特权阶层进行的斗争中起过决定性作用。他的目的是成为代表法国国民向国王发言的喉舌。1789年7月上旬，他在国民议会上多次发表演说，要求国王解散在巴黎四周集结的军队。7月14日巴士底狱被攻陷后，他促请国民议会提出罢免有关大臣的要求，可是他并不赞成国民议会废除封建制度，也不赞成抽象的《人权宣言》。同年10月巴黎市民进军凡尔赛，将路易十六押回巴黎。米拉波为了讨好王室，建议国王前往鲁昂。他劝说国民议会授权国王从议会成员中挑选大臣，但议会1789年11月7日的法令禁止一切议员参与组阁，使他入阁的希望化为泡影。
1790年拉馬克伯爵建议他给路易十六和王后玛丽·安托瓦内特当秘密顾问，他接受了这一邀请。1790年5月国民议会讨论国王宣战与缔和的权利时，米拉波极力反对左派演说家安托万·巴纳夫，获得成功。他阻扰雅各宾派的活动，但也损害了自己的名声，有一本指责他叛国的小册子四处流传。7月3日，国王和王后在圣克卢接见他，但是没有重视他的意见。1790年10月议会在再次辩论后仍然拒绝收回1789年11月议员不得入阁的法令，令他大失所望。11月底他与宫廷的已经极度紧张，他向外务大臣蒙莫兰伯爵提出“使民意同王权一致的方法”以修复关系，这项计划在理论上完美无缺，但实践起来则困难无比。1791年1月28日他作为外交委员会发言人所发表的演说明白显示了他的大政治家风度。翌日，他当选为国民议会议长，任职两周。他的口才辩论进一步增加他的声望，巴黎人民视他为革命的父亲。

## 去世

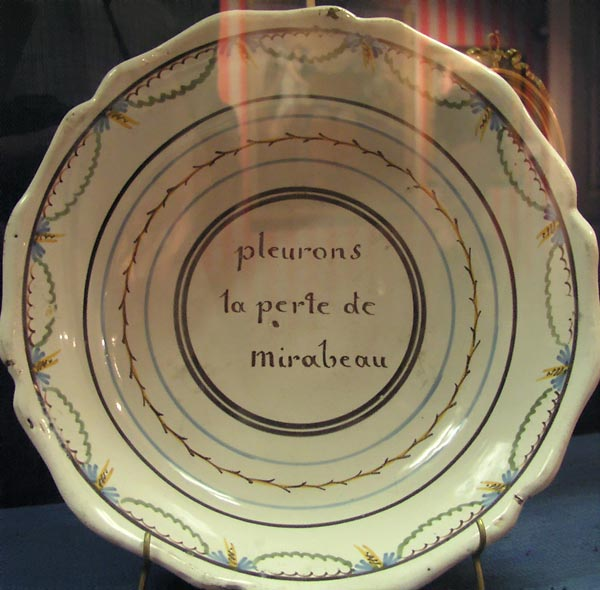
“我们为失去米拉波而哭泣”: 纪念盘子，约1791年，巴黎（卡納瓦雷博物館）.

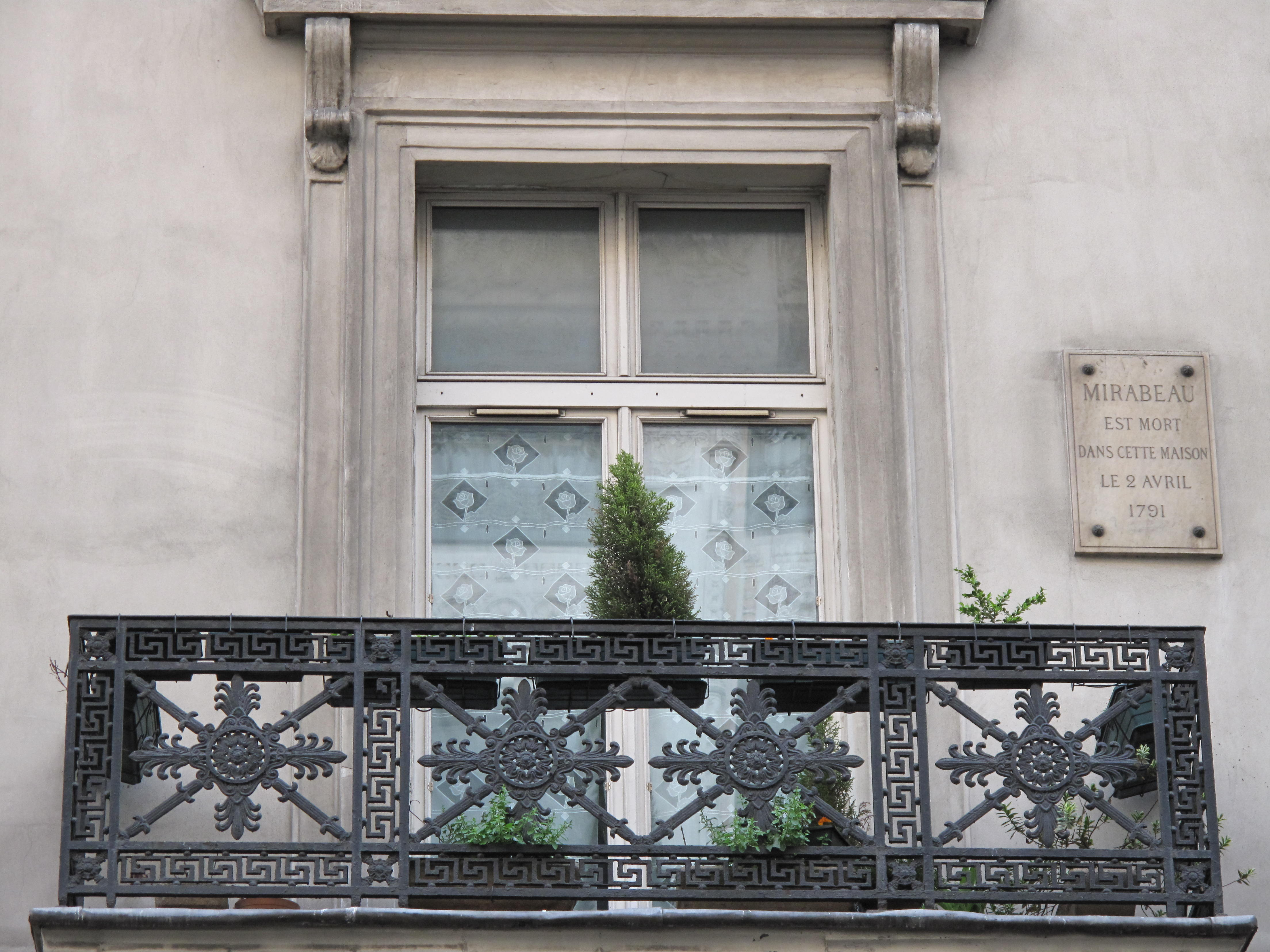
米拉波在巴黎去世时的房子.

米拉波由于年青时的纵欲和在政治方面艰苦的工作，在担任国民议会议长两个星期后健康状况严重损坏。他的病情不断恶化，1791年3月27日卧床不起，一周后去世。
巴黎市民为他举行了一个宏大的葬礼，将他安葬在巴黎的先贤祠。他去世时的街道（绍塞当坦路七号）改名为米拉波街。1792年，他与国王的秘密交易被发现，1794年他的遗体被从先贤祠中移除，并被马拉取代。他的遗体被埋葬巴黎南部克拉馬爾的墓地。